# James Gardiner
James „Jim“ Arthur Gardiner (* 25. Oktober 1930 in Detroit; † 29. April 2016 in Seattle) war ein Ruderer aus den Vereinigten Staaten. Er gewann bei den Olympischen Spielen 1956 die Silbermedaille im Doppelzweier.

## Karriere
James Gardiner vom Detroit Boat Club war als Ruderer in den Jahren von 1952 bis 1956 sowohl bei den Meisterschaften der Vereinigten Staaten als auch bei den kanadischen Meisterschaften erfolgreich. Bei den Panamerikanischen Spielen 1955 in Mexiko-Stadt siegte Gardiner im Doppelzweier zusammen mit Walter Hoover. 
Im Jahr darauf trat er bei den Olympischen Spielen in Melbourne mit Patrick Costello an. Die Amerikaner gewannen ihren Vorlauf und erreichten damit das Finale, in dem vier Boote antraten. Es siegten Alexander Berkutow und Juri Tjukalow aus der Sowjetunion mit acht Sekunden Vorsprung auf Gardiner und Costello, fünf Sekunden hinter den Amerikanern belegten die Australier Murray Riley und Mervyn Wood den dritten Platz.
Gardiner graduierte 1954 an der Wayne State University in Detroit. Er zog nach Seattle und arbeitete lange für Boeing. Später wurde er Kunstlehrer an einem College. Daneben ruderte er im Seniorenbereich und war als Rudertrainer an der Seattle University tätig.